# Juan José Elgezábal Bustinza
Juan José Elgezábal Bustinza (Bakio, 22 de desembre de 1963) és un exfutbolista basc, que ocupava la posició de migcampista.

## Trajectòria
Format a les categories inferiors de l'Athletic Club, hi debuta a la primera divisió en un encontre de la campanya 82/83. Durant els següents anys alternaria el primer equip amb el filial, el Bilbao Athletic, a la vegada que també hi participa en competicions europees.
A partir de la 86/87 es consolida al primer equip dels de San Mamés, tot i que no és titular. A la 87/88 disputa 21 partits, i a l'any següent, només tres. L'estiu de 1989 marxa al CD Logroñés, on qualla tres discretes temporades.
La temporada 92/93 s'incorpora a la disciplina del RCD Espanyol, que perdria la categoria i baixaria a Segona Divisió. El basc acompanyaria l'equip català a la categoria d'argent, tot i que només hi jugà quatre partits.
Es retiraria el 1995, després d'haver jugat el darrer any amb el Gernika, de Segona B. En total, va sumar 123 partits i 4 gols a primera divisió.